# Football League (Grècia)
La Football League (grec: Ελληνική Φούτμπολ Λιγκ), anomenada fins a 2010 Beta Ethniki, va ser la tercera divisió del futbol professional a Grècia. Havia estat la segona categoria fins a la creació de la Segona Superlliga el 2019, i va desaparèixer el 2021 per l'expansió d'equips a la Segona Superlliga de Grècia.
La 3a Divisió de Grècia estava composta per 14 equips, en finalitzar la temporada normal els dos primers classificats ascendien a la Segona Superlliga directament i els dos últims descendeixen a la Gamma Ethniki directament. Al final de la temporada es realitzava una lligueta (play-off) entre els quatre equips (3-6) que quedessin directament després dels equips que van ascendir per via directa, i l'equip que resultava guanyador ascendia; per tant, era possible que un equip que quedés en la sisena posició de la Football League, pogués guanyar la lliguetai pujar a la Segona Superlliga. De la mateixa manera els quatre equips que al final de la temporada van quedar directament abans dels equips que van descendir per via directa, juguaven en una altra lligueta (play-out), i l'últim d'aquesta lligueta descendia a la Gamma Ethniki també.

## Campions
| Temporada | Campions                                                     |
| --------- | ------------------------------------------------------------ |
| 1962–63   | Edessaikos, Doxa Drama, Olympiakos Chalkida, Pankorinthiakos |
| 1963–64   | Panachaiki Patras, Proodeftiki, Philippi Kavala              |
| 1964–65   | Panserraikos, Edessaikos, Egaleo, Vyzas                      |
| 1965–66   | Veria, OFI Creta, Vyzas                                      |
| 1966–67   | Panelefsiniakos, Kavala, Olympiakos Volou                    |
| 1967–68   | Chalkida, Trikala                                            |
| 1968–69   | Panachaiki Patras, Kavala                                    |
| 1969–70   | Apollon Atenas, Veria, Fostiras                              |
| 1970–71   | Panachaiki Patras, Trikala, Ethnikos Olympiakos Volou        |
| 1971–72   | Panserraikos, Kalamata, Atromitos                            |
| 1972–73   | Apollon Atenas, Apollon Kalamarias, AE Larissa               |
| 1973–74   | PAS Giannina, Kastoria, Kalamata                             |
| 1974–75   | Apollon Atenas, Panetolikos, Pierikos                        |
| 1975–76   | Kavala, OFI Creta                                            |
| 1976–77   | Egaleo, Veria                                                |
| 1977–78   | Rodos, AE Larissa                                            |
| 1978–79   | Doxa Dramas, Korinthos                                       |
| 1979–80   | Panserraikos, Atromitos                                      |
| 1980–81   | Rodos, Iraklis Salonica                                      |
| 1981–82   | Panachaiki Patras, Makedonikos                               |
| 1982–83   | Egaleo, Apollon Kalamarias                                   |

### Des de 1984
- Disputada en un únic grup.
| Temporada | Campeón            | Otros ascensos                       |
| --------- | ------------------ | ------------------------------------ |
| 1983–84   | Panachaiki         |                                      |
| 1984–85   | PAS Giannina       |                                      |
| 1985–86   | Diagoras           |                                      |
| 1986–87   | Panachaiki Patras  |                                      |
| 1987–88   | Doxa Drama         |                                      |
| 1988–89   | Skoda Xanthi       |                                      |
| 1989–90   | Athinaikos FC      |                                      |
| 1990–91   | Ethnikos Piraeus   |                                      |
| 1991–92   | Apollon Kalamarias |                                      |
| 1992–93   | Naoussa            |                                      |
| 1993–94   | Ionikos            |                                      |
| 1994–95   | Paniliakos         |                                      |
| 1995–96   | Kavala             |                                      |
| 1996–97   | Panionios FC       |                                      |
| 1997–98   | Aris Salonica      |                                      |
| 1998–99   | Trikala            |                                      |
| 1999–00   | Athinaikos FC      |                                      |
| 2000–01   | Egaleo             |                                      |
| 2001–02   | PAS Giannina       |                                      |
| 2002–03   | Chalkidona         |                                      |
| 2004–05   | Larissa            |                                      |
| 2005–06   | Ergotelis          |                                      |
| 2006–07   | Asteras Tripolis   |                                      |
| 2007–08   | Panserraikos       |                                      |
| 2008–09   | Atromitos          |                                      |
| 2009–10   | Olympiakos Volos   |                                      |
| 2010–11   | Panetolikos        |                                      |
| 2011–12   | Panthrakikos       | Veria, Platanias                     |
| 2012–13   | Apollon Smyrnis    | Ergotelis, AEL Kallonis, Panetolikos |
| 2013–14   | Niki Volos         | AO Kerkyra                           |
| 2014–15   | AEK Atenas         | Iraklis Tesalónica                   |
| 2015–16   | AE Larissa         | AO Kerkyra                           |
| 2016–17   | Apollon Smyrnis    | Lamia                                |
| 2017–18   | OFI Creta          | Aris Salónica                        |
| 2018–19   | Volos FC           |                                      |
| 2019–20   | Trikala            |                                      |
| 2020–21   | Kalamata Veria     |                                      |